# Naryn-Acagat
Naryn-Acagat (ros. Нарын-Ацагат) – wieś w Rosji, w Buriacji, w rejonie zaigrajewskim. W 2010 liczyła 568 mieszkańców.